# Oh, Men! Oh, Women!
Oh, Men! Oh, Women! is een Amerikaanse filmkomedie uit 1957 in CinemaScope geschreven, geproduceerd en geregisseerd door Nunnally Johnson. De film is gebaseerd op het gelijknamig toneelstuk uit 1953 van Edward Chodorov en werd destijds in Nederland uitgebracht onder de titel Die van de divan.

## Verhaal
Mildred Turner is de rijke, verveelde huisvrouw van filmster Arthur Turner en omdat ze ontevreden is met haar huidige leven, brengt ze regelmatig een bezoek aan haar psycholoog, Dr. Alan Coles. Dr. Coles staat op het punt te trouwen met Myra Hagerman en kan moeilijk zijn aandacht bij zijn werk houden. Hij wordt opgeschrikt door een ander patiënt, Cobbler, die acht maanden na de breuk met zijn ex-vriendin nog steeds kampt met liefdesverdriet. Cobbler laat namelijk tussen neus en lippen door weten dat zijn ex-vriendin niemand minder is dan Myra. Diezelfde middag vertelt ook Mildred dat Arthur vier jaar geleden een relatie had met Alans verloofde.
Alan besluit zijn verloofde te informeren naar haar liefdesverleden, en zij zegt de naam Cobbler nooit meer in haar leven te willen horen. De confrontatie wordt plotseling onderbrokken door Arthur, die boos het kantoor binnenstormt en Alan ervan verwijt dat zijn sessies met Mildred de reden zijn van zijn huwelijksproblemen. Hij probeert wraak te nemen door Myra te kussen, maar deze avances worden onderbroken door Cobbler, die ook het kantoor binnenstormt en Myra om vergiffenis smeekt. Ook Alan raakt verzeild in de ruzie om Myra, tot groot ongenoegen van Myra zelf.
Volgens planning vindt de bruiloft plaats op een boot. De volgende dag vaart de boot spoedig weg; Alan vreest dat Myra vanwege haar irritaties over het incident in zijn kantoor, niet zal komen opdagen. Zij daagt wel op maar eist een uitleg van Alan voor zijn gedrag. Ze dreigt de verloving aanvankelijk te verbreken, maar vergeeft hem uiteindelijk.

## Rolverdeling
| Acteur                          | Personage      |
| ------------------------------- | -------------- |
| Dan Dailey                      | Arthur Turner  |
| Ginger Rogers                   | Mildred Turner |
| David Niven                     | Dr. Alan Coles |
| Tony Randall                    | Cobbler        |
| Barbara Rush                    | Myra Hagerman  |
| Natalie Schafer                 | Mevrouw Day    |
| Rachel Stephens Juffrouw Tacher |                |
| John Wengraf                    | Dr. Krauss     |

## Productie
Filmproducent Charles K. Feldman kocht de rechten van het toneelstuk in 1954 en verkocht deze in 1955 aan 20th Century Fox, met de intentie om het te verfilmen met Marilyn Monroe in de hoofdrol. De draaiperiode was van eind oktober tot en met eind november 1956.

## Ontvangst
De film kreeg wisselvallige kritieken van de Nederlandse pers. Criticus van De Telegraaf noemde het een "verrukkelijke film" waarin David Niven "prachtig de rol vertolkt" van een psychoanalyticus. Recensent van Het Parool schreef dat de film een "langdurig, vermakelijk, spitvondig babbelen [is] geworden". Recensent van De Waarheid schreef dat "deze film met zijn pikante titel een geestige, gezellige rolprent [is], hier en daar gekruid met een tikje levenswijsheid." Criticus van Het Vrije Volk schreef: "Wij vonden de humor over de psychoanalyse niet altijd even geslaagd. Soms wordt er bijzonder lang en vervelend gepraat, maar er zijn gelukkig ook scènes die iets van de zo nodige vaart in het verhaal brengen."